# Promitobates ornatus
Promitobates ornatus is een hooiwagen uit de familie Gonyleptidae.